# Exeniotis collaris
Exeniotis collaris is een keversoort uit de familie somberkevers (Zopheridae). De wetenschappelijke naam van de soort werd in 1873 gepubliceerd door Francis Polkinghorne Pascoe.